# Pierre Gorse
Pierre Gorse (1816-1875) est un dessinateur, lithographe et graveur français.

## Œuvre
Pierre Gorse a dessiné et lithographié plusieurs séries d'estampes sur les Pyrénées, qu'il a réalisées et fait éditer à Paris et à Pau, principalement, parmi lesquelles :
- Album Sites et monuments de Pau (15 lithographies)[1]
- Luchon et ses environs (20 lithographies en couleur, chez les Becquet Frères à Paris)[2]
- Souvenir d'un pèlerinage à N. D. de Lourdes (18 lithographies, chez les Becquet Frères à Paris)[3]
- Costumes des Pyrénées (6 lithographies en couleurs, chez les Becquet Frères à Paris)[4]
- Les Pyrénées en miniature (16 lithographies en couleurs, chez les Becquet Frères à Paris)[5]
- Album pittoresque des Pyrénées (25 lithographies en camaïeu et 8 en couleur, chez les Becquet Frères à Paris et certaines chez Ep. Monguillet ou L. Ribaut à Pau)[6]
- Vues nouvelles des Pyrénées dessinées et lithographiées par Gorse (35 lithographies en couleurs, avec les Becquet Frères, Londres : Colnaghi and Puckle, 1842)[7]
- Pau et ses environs (Basses-Pyrénées), dessinés d'après nature et lithographiés par Gorse (9 lithographies en couleurs, avec les Becquet Frères, Luchon : Lafon, entre 1850 et 1860)[8]
- Vues des Pyrénées (6 lithographies en noir et blanc et 3 en couleurs, avec les Becquet Frères, Pau : Ep. Montguillet, ca. 1850)[9]

D'autres recueils connus sont Album Pyrénéen, Souvenir des Pyrénées, Les Pyrénées Monumentales et Pittoresques.

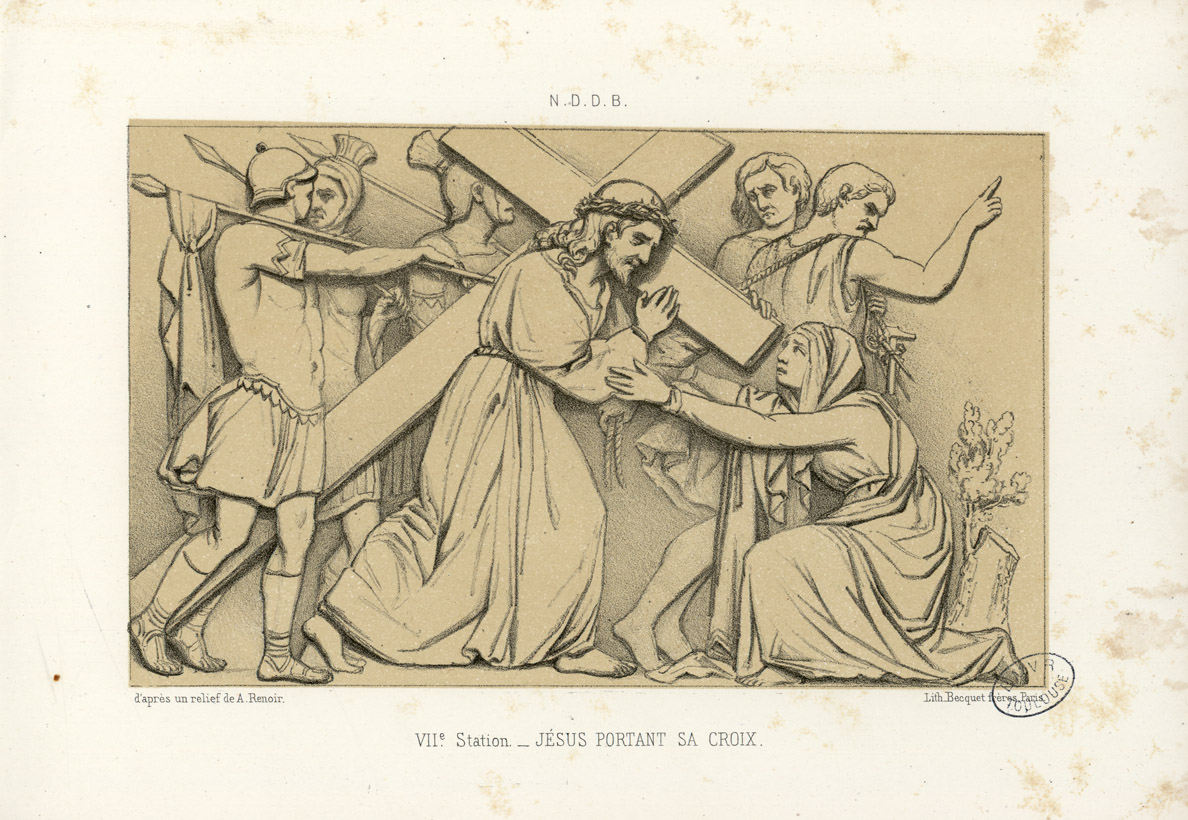
7e station : Jésus portant sa Croix, d'une série sur la Passion du Christ (lithographie, n. d., Fonds Ancely de la Bibliothèque municipale de Toulouse).
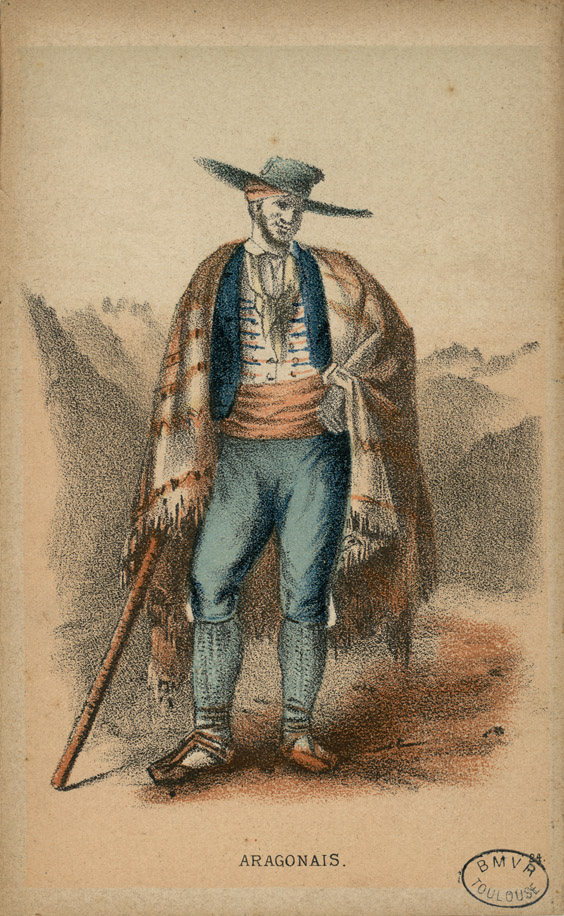
Aragonais (lithographie, n. d., Fonds Ancely).
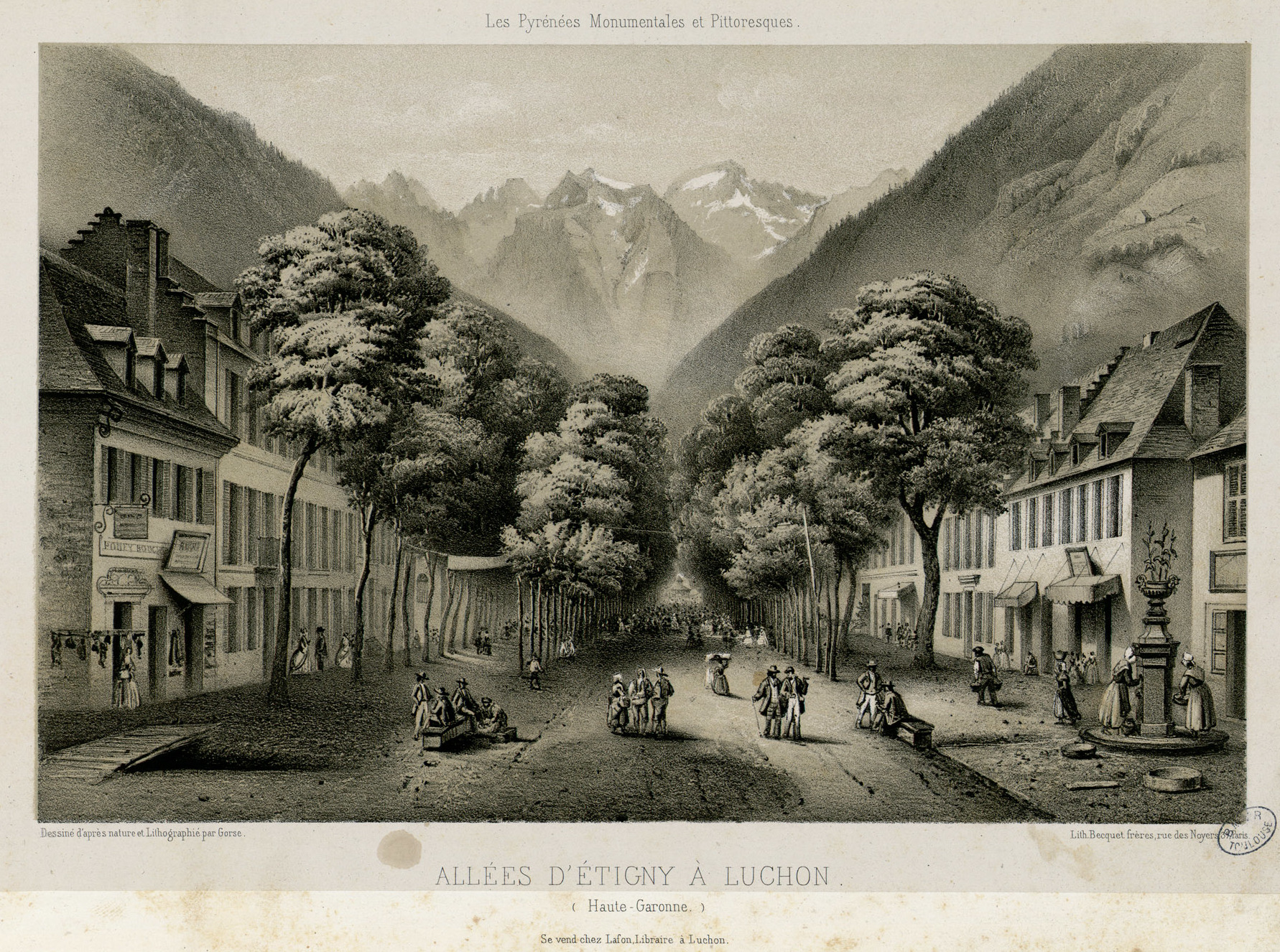
Allées d'Etigny à Luchon (Haute-Garonne), de la série Les Pyrénées Monumentales et Pittoresques (lithographie, av. 1873, Fonds Ancely de la Bibliothèque municipale de Toulouse).
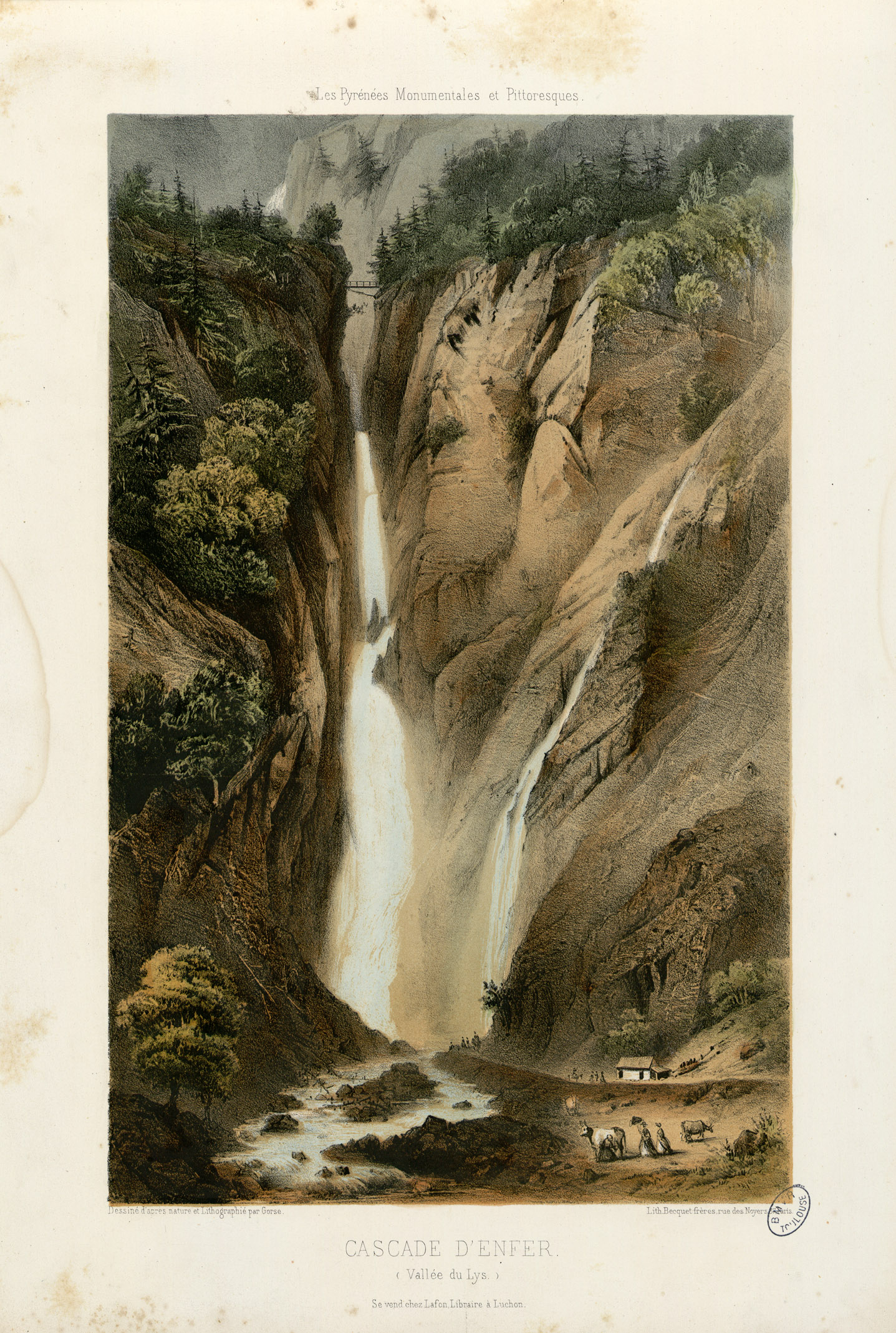
Cascade d'Enfer près Luchon, de la série Les Pyrénées Monumentales et Pittoresques (lithographie, av. 1873, Fonds Ancely de la Bibliothèque municipale de Toulouse).
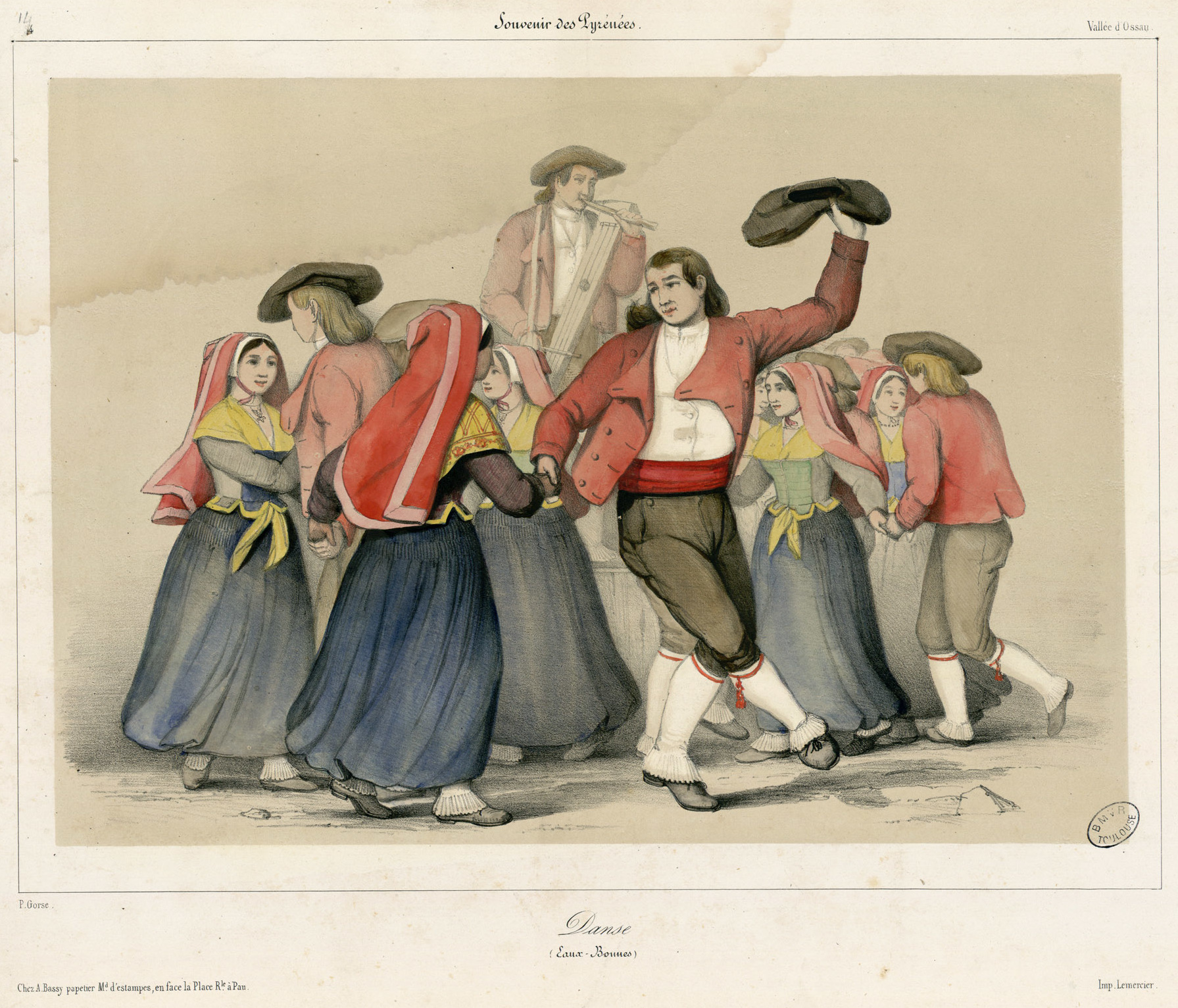
Danse (Eaux-Bonnes-Vallée d'Ossau) du recueil Album Pyrénéen ou Souvenir des Pyrénées (lithographie, n. d., Fonds Ancely de la Bibliothèque municipale de Toulouse).